# Al Qassabin
Al Qassabin (en árabe: القصابين‎) es un pueblo montañoso en el oeste de Siria, cerca del Mar Mediterráneo, y cerca (al sur) de la ciudad de Latakia. Forma parte administrativamente del Distrito de Jableh de la Gobernación de Latakia. Localidades cercanas incluyen Ayn al-Sharqiyah y Beit Yashout al este y Siyano, Jableh y Bustan al-Basha al noroeste. De acuerdo con la Oficina Central de Estadísticas de Siria, al-Qassabin tenía una población de 780 habitantes en el censo de 2004.
Sus habitantes son predominantemente alahuitas.
La ciudad es conocida por ser el lugar de origen del poeta Ali Ahmed Said, Adonis.